# Женская волейбольная Евролига 2023
14-й розыгрыш женской волейбольной Евролиги — международного турнира по волейболу среди женских национальных сборных стран-членов ЕКВ — проходил с 27 мая по 9 июля 2023 года с участием 17 команд (9 — в Золотой лиге, 8 — в Серебряной лиге). Победителем Золотой лиги во 2-й раз в своей истории стала сборная Украины. В Серебряной лиге первенствовала сборная Эстонии.

## Команды-участницы
| Золотая лига                                                                       | Серебряная лига                                                                          |
| ---------------------------------------------------------------------------------- | ---------------------------------------------------------------------------------------- |
| Бельгия Босния и Герцеговина Венгрия Румыния Словакия Украина Франция Чехия Швеция | Австрия Грузия Латвия Португалия Северная Македония Фарерские острова Черногория Эстония |

## Система розыгрыша
Соревнования проводятся в двух дивизионах — Золотой и Серебряной лигах. На предварительном этапе 9 команд Золотой лиги разделены на три группы. В группах команды играют в два круга. В финальный этап выходят победители групп и лучшая команда из числа занявших в группах вторые места. Эти 4 команды составляют две полуфинальные пары, в которых проводят по два матча. Победители полуфиналов в финале, состоящем также из двух матчей, определяют победителя турнира. 
8 команд Серебряной лиги на предварительном этапе разделены на две группы, в которых проводят двухкруговой турнир. По две лучшие команды из групп выходят в плей-офф и в формате «финала четырёх» (два полуфинала и два финала — за 3-е и 1-е места) определяют призёров. 
Первичным критерием при распределении мест в группах является общее количество побед. При равенстве этого показателя в расчёт брались соотношение партий, мячей, результаты личных встреч. За победы со счётом 3:0 и 3:1 команды получали по 3 очка, за победы 3:2 — по 2 очка, за поражения 2:3 — по 1 очку, за поражения 0:3 и 1:3 очки не начислялись. Победителем пар плей-офф (полуфиналы и финал) выходит команда, одержавшая две победы. В случае равенства побед победителем становится команда, набравшая большее количество очков, система начисления которых аналогична применяемой на предварительной стадии. Если и этот показатель является равным, то регламентом предусматривается «золотой» сет до 15 набранных очков одной из команд (при этом разница в очках должна быть не менее двух).
По группам предварительного этапа Золотой и Серебряной лиг команды-участницы были распределены по системе «змейка» в соответствии с их рейтингом ЕКВ по состоянию на январь 2023 года (указан в скобках). Таким образом были сформированы 3 группы предварительного этапа Золотой лиги и 2 группы Серебряной лиги. 
Золотая лига
| Группа A                                          | Группа B                              | Группа С                               |
| ------------------------------------------------- | ------------------------------------- | -------------------------------------- |
| Бельгия (7) Босния и Герцеговина (16) Швеция (17) | Чехия (10) Словакия (15) Румыния (21) | Франция (11) Украина (13) Венгрия (22) |

Серебряная лига
| Группа A                                                     | Группа B                                                           |
| ------------------------------------------------------------ | ------------------------------------------------------------------ |
| Австрия (24) Эстония (30) Латвия (33) Северная Македония (-) | Черногория (27) Португалия (28) Грузия (34) Фарерские острова (37) |

## Золотая лига

### Предварительный этап

#### Группа А
| М | Команда              | 1       | 2       | 3       | И | В | П | С/П  | О |
| - | -------------------- | ------- | ------- | ------- | - | - | - | ---- | - |
| 1 | Бельгия              |         | 3:1 1:3 | 3:0     | 4 | 3 | 1 | 10:4 | 9 |
| 2 | Швеция               | 1:3 3:1 |         | 3:1 3:2 | 4 | 3 | 1 | 10:7 | 8 |
| 3 | Босния и Герцеговина | 0:3     | 1:3 2:3 |         | 4 | 0 | 4 | 3:12 | 1 |

27 мая.  Кортрейк.
Бельгия — Босния и Герцеговина 3:0 (25:17, 25:18, 25:17).
31 мая.  Лунд.
Швеция — Босния и Герцеговина 3:1 (25:22, 26:24, 22:25, 25:22).
3 июня.  Беверен.
Бельгия — Швеция 3:1 (25:22, 25:14, 20:25, 25:17).
10 июня.  Зеница.
Босния и Герцеговина — Швеция 2:3 (25:21, 25:17, 13:25, 16:25, 8:15).
14 июня.  Зеница.
Босния и Герцеговина — Бельгия 0:3 (23:25, 14:25, 18:25).
17 июня.  Лунд.
Швеция — Бельгия 3:1 (25:23, 26:28, 25:23, 25:15).

#### Группа В
| М | Команда  | 1       | 2       | 3       | И | В | П | С/П  | О |
| - | -------- | ------- | ------- | ------- | - | - | - | ---- | - |
| 1 | Чехия    |         | 3:1 3:0 | 1:3 3:1 | 4 | 3 | 1 | 10:5 | 9 |
| 2 | Словакия | 1:3 0:3 |         | 3:1     | 4 | 2 | 2 | 7:8  | 6 |
| 3 | Румыния  | 3:1 1:3 | 1:3     |         | 4 | 1 | 3 | 6:10 | 3 |

27 мая.  Питешти.
Румыния — Словакия 1:3 (22:25, 12:25, 25:19, 18:25).
31 мая.  Злин.
Чехия — Словакия 3:1 (25:16, 22:25, 25:20, 25:11).
3 июня.  Острава.
Чехия — Румыния 1:3 (17:25, 25:15, 18:25, 18:25).
8 июня.  Питешти.
Румыния — Чехия 1:3 (25:16, 23:25, 26:28, 13:25).
14 июня.  Нитра.
Словакия — Чехия 0:3 (15:25, 20:25, 19:25).
17 июня.  Нитра.
Словакия — Румыния 3:1 (25:18, 25:18, 19:25, 25:23).

#### Группа С
| М | Команда | 1       | 2       | 3       | И | В | П | С/П  | О |
| - | ------- | ------- | ------- | ------- | - | - | - | ---- | - |
| 1 | Украина |         | 3:1 1:3 | 3:1     | 4 | 3 | 1 | 10:6 | 9 |
| 2 | Франция | 1:3 3:1 |         | 1:3 3:1 | 4 | 2 | 2 | 8:8  | 6 |
| 3 | Венгрия | 1:3     | 3:1 1:3 |         | 4 | 1 | 3 | 6:10 | 3 |

27 мая.  Эрд.
Венгрия — Украина 1:3 (25:22, 25:27, 9:25, 23:25).
28 мая.  Эрд.
Украина — Венгрия 3:1 (25:17, 22:25, 25:15, 26:24).
4 июня.  Лонжвиль-ле-Мец.
Франция — Венгрия 1:3 (20:25, 25:19, 22:25, 23:25).
10 июня.  Эрд.
Венгрия — Франция 1:3 (20:25, 25:14, 15:25, 22:25).
14 июня.  Пьятра-Нямц.
Украина — Франция 3:1 (25:21, 25:17, 17:25, 25:11).
18 июня.  Бельфор.
Франция — Украина 3:1 (25:18, 21:25, 25:16. 25:21).

#### Итоги
По итогам предварительного этапа в полуфинал вышли победители групп (Бельгия, Чехия, Украина) и лучшая из команд, занявших в группах вторые места (Швеция). 

### Полуфинал
Украина —  Чехия
25 июня.  Пьятра-Нямц. 3:0 (25:22, 25:22, 25:17).
28 июня.  Табор. 3:1 (22:25, 25:11, 25:22, 25:16).
 Швеция —  Бельгия
25 июня.  Лунд. 3:2 (24:26, 25:16, 16:25, 25:17, 18:16).
28 июня.  Руселаре. 3:0 (25:20, 28:26, 25:17).

### Финал

#### 1-й матч
| 6 июля 2023 | \| Украина \| 3:0 cev.eu \| Швеция \| \| Юлия Дымар (9) Анастасия Маевская (7) Анастасия Крайдуба (22) Александра Миленко (9) Светлана Дорсман (7) Дарья Шаргородская (1) Кристина Немцева (либеро) Виктория Даньчак \| Голы \| Йонна Вассерфаллер (2) Вильма Юлевик (1) Анна Хок (8) Юлия Нильссон (3) Изабель Хок (20) Александра Лазич (11) Эмми Андерссон (либеро) Филиппа Бринк (либеро) Хильда Густафссон Эльза Аррестад \| | Пьятра-Нямц Sala Polivalenta 450 зрителей |
| Счёт по партиям — 25:15, 25:20, 25:19. Время матча — 1 час 21 минута. Судьи: Тудор Поп, Пауль-Каталин Сабо-Алекси.                                                          | | |
| Украина | 3:0 cev.eu | Швеция |
| Юлия Дымар (9) Анастасия Маевская (7) Анастасия Крайдуба (22) Александра Миленко (9) Светлана Дорсман (7) Дарья Шаргородская (1) Кристина Немцева (либеро) Виктория Даньчак | Голы | Йонна Вассерфаллер (2) Вильма Юлевик (1) Анна Хок (8) Юлия Нильссон (3) Изабель Хок (20) Александра Лазич (11) Эмми Андерссон (либеро) Филиппа Бринк (либеро) Хильда Густафссон Эльза Аррестад |

#### 2-й матч
| 9 июля 2023 | \| Швеция \| 0:3 cev.eu \| Украина \| \| Вильма Юлевик Анна Хок (9) Юлия Нильссон (1) Изабель Хок (31) Александра Лазич (9) Йонна Вассерфаллер (2) Эмми Андерссон (либеро) Филиппа Бринк (либеро) Линда Андерссон (1) Хильда Густафссон (1) Эльза Аррестад \| Голы \| Дарья Шаргородская (2) Юлия Дымар (5) Анастасия Маевская (8) Анастасия Крайдуба (14) Александра Миленко (15) Светлана Дорсман (13) Кристина Немцева (либеро) Виктория Даньчак (7) Евгения Хобер Виктория Олейник \| | Лунд Sparbanken Skåne Arena 3072 зрителя |
| Счёт по партиям — 17:25, 22:25, 30:32. Время матча — 1 час 37 минут. Судьи: Игор Шимпль, Ристо Страндсон. | | |
| Швеция | 0:3 cev.eu | Украина |
| Вильма Юлевик Анна Хок (9) Юлия Нильссон (1) Изабель Хок (31) Александра Лазич (9) Йонна Вассерфаллер (2) Эмми Андерссон (либеро) Филиппа Бринк (либеро) Линда Андерссон (1) Хильда Густафссон (1) Эльза Аррестад | Голы | Дарья Шаргородская (2) Юлия Дымар (5) Анастасия Маевская (8) Анастасия Крайдуба (14) Александра Миленко (15) Светлана Дорсман (13) Кристина Немцева (либеро) Виктория Даньчак (7) Евгения Хобер Виктория Олейник |

### Итоги

#### Положение команд
| Украина                   |
| Швеция                    |
| 3—4. Бельгия              |
| 3—4. Чехия                |
| 5—6. Франция              |
| 5—6. Словакия             |
| 7—9. Румыния              |
| 7—9. Венгрия              |
| 7—9. Босния и Герцеговина |

#### Призёры
Украина: Александра Миленко, Алика Луценко, Маргарита Гейко, Кристина Немцева, Светлана Дорсман, Виктория Олейник, Дарья Шаргородская, Анастасия Маевская, Евгения Хобер, Виктория Даньчак, Юлия Дымар, Анастасия Крайдуба, Ульяна Котар, Ксения Пугач. Тренер — Иван Петков.
  Швеция: Эльза Аррестад, Линда Андерссон, Йонна Вассерфалер, Изабель Хок, Александра Лазич, Хильда Густафссон, Филиппа Бринк, Ханна Хельвиг, Вильма Юлевик, Анна Хок, Юлия Нильссон, Элин Ларссон, Эмми Андерссон, Паулина Линдберг. Тренер — Лаури Хакала.

## Серебряная лига

### Предварительный этап

#### Группа А
| М | Команда            | 1       | 2       | 3       | 4   | И | В | П | С/П  | О  |
| - | ------------------ | ------- | ------- | ------- | --- | - | - | - | ---- | -- |
| 1 | Эстония            |         | 3:0 0:3 | 3:1 3:0 | 3:0 | 6 | 5 | 1 | 15:4 | 15 |
| 2 | Австрия            | 0:3 3:0 |         | 3:1     | 3:0 | 6 | 5 | 1 | 15:5 | 15 |
| 3 | Латвия             | 1:3 0:3 | 1:3     |         | 3:0 | 6 | 2 | 4 | 9:12 | 6  |
| 4 | Северная Македония | 0:3     | 0:3     | 0:3     |     | 6 | 0 | 6 | 0:18 | 0  |

27 мая.  Тарту.
Эстония — Латвия 3:1 (20:25, 25:21, 25:16, 25:21).
27 мая.  Скопье.
Северная Македония — Австрия 0:3 (15:25, 20:25, 15:25).
31 мая.  Тарту.
Эстония — Австрия 3:0 (25:15, 25:8, 25:23).
31 мая.  Скопье.
Северная Македония — Латвия 0:3 (23:25, 18:25, 18:25).
3 июня.  Рид-им-Иннкрайс.
Австрия — Латвия 3:1 (25:23, 16:25, 25:15, 25:23).
3 июня.  Скопье.
Северная Македония — Эстония 0:3 (10:25, 14:25, 20:25).
10 июня.  Тарту.
Эстония — Северная Македония 3:0 (25:22, 25:20, 25:16).
10 июня.  Рига.
Латвия — Австрия 1:3 (25:15, 17:25, 21:25, 19:25).
14 июня.  Рига.
Латвия — Северная Македония 3:0 (25:19, 25:17, 31:29).
14 июня.  Швехат.
Австрия — Эстония 3:0 (25:20, 25:19, 25:20).
17 июня.  Швехат.
Австрия — Северная Македония 3:0 (25:15, 25:17, 25:7).
17 июня.  Елгава.
Латвия — Эстония 0:3 (16:25, 23:25, 23:25).

#### Группа В
| М | Команда           | 1       | 2       | 3       | 4       | И | В | П | С/П  | О  |
| - | ----------------- | ------- | ------- | ------- | ------- | - | - | - | ---- | -- |
| 1 | Черногория        |         | 1:3 3:0 | 3:0     | 3:0     | 6 | 5 | 1 | 16:3 | 15 |
| 2 | Португалия        | 3:1 0:3 |         | 3:0     | 3:0     | 6 | 5 | 1 | 15:4 | 15 |
| 3 | Грузия            | 0:3     | 0:3     |         | 1:3 3:0 | 6 | 1 | 5 | 4:15 | 3  |
| 4 | Фарерские острова | 0:3     | 0:3     | 3:1 0:3 |         | 6 | 1 | 5 | 3:16 | 3  |

27 мая.  Торсхавн.
Фарерские острова — Черногория 0:3 (9:25, 7:25, 20:25).
28 мая.  Санту-Тирсу.
Португалия — Грузия 3:0 (25:13, 25:12, 25:18).
31 мая.  Санту-Тирсу.
Португалия — Черногория 3:1 (25:17, 20:25, 25:18, 25:16).
31 мая.  Торсхавн.
Фарерские острова — Грузия 3:1 (25:19, 22:25, 25:22, 25:22).
3 июня.  Подгорица.
Черногория — Грузия 3:0 (25:19, 25:9, 25:16).
4 июня.  Торсхавн.
Фарерские острова — Португалия 0:3 (10:25, 11:25, 8:25.
10 июня.  Тбилиси.
Грузия — Черногория 0:3 (14:25, 11:25, 14:25).
11 июня.  Виана-ду-Каштелу.
Португалия — Фарерские острова 3:0 (25:9, 25:13, 25:9).
14 июня.  Тбилиси.
Грузия — Фарерские острова 3:0 (25:15, 25:12, 25:15).
14 июня.  Херцег-Нови.
Черногория — Португалия 3:0 (25:21, 25:23, 25:22).
16 июня.  Херцег-Нови.
Черногория — Фарерские острова 3:0 (25:23, 25:17, 25:8).
17 июня.  Тбилиси.
Грузия — Португалия 0:3 (18:25, 17:25, 21:25).

#### Итоги
По итогам предварительного этапа в финальную стадию вышли по две лучшие команды из групп — Эстония, Австрия, Черногория и Португалия.

### Финал четырёх
24—25 июля.  Грац.

#### Полуфинал
24 июля
 Эстония —  Португалия
3:1 (29:27, 25:22, 18:25, 26:24).
 Австрия —  Черногория
3:1 (25:21, 23:25, 25:23, 25:14).

#### Матч за 3-е место
25 июля
 Португалия —  Черногория
3:1 (23:25, 25:21, 25:20, 25:23).

#### Финал
25 июля
 Эстония —  Австрия
3:2 (31:33, 25:11, 13:25, 25:12, 15:12).

### Итоги

#### Положение команд
| (10). Эстония                |
| (11). Австрия                |
| (12). Португалия             |
| 4 (13). Черногория           |
| 5—6 (14). Латвия             |
| 5—6 (15). Грузия             |
| 7—8 (16). Фарерские острова  |
| 7—8 (17). Северная Македония |

В скобках — места в общей классификации розыгрыша Евролиги-2023.

#### Призёры
Эстония: Нетте Пейт, Нора Лембер, Лийс Куллерканн, Элийсе Холлас, Мелисса Варлыгина, Керту Лаак, Янелле Леенурм, Сильвия Пертенс, Мерилин Паало, Каролина Кибберман, Кади Куллерканн, Катрийн Пыльд, Кадри Кангро, Лийсбет Пилл. Тренер — Алессандро Орефиче.
  Австрия: Николь Хольцингер, Тамина Хубер, Анна-Мария Байде, Мари-Кристин Брукнер, Аида Мехич, Эмма Хоэнауэр, Юлия Труннер, Моника Хртянска, Виктория Дайзль, Кора Шаберль, Анна Оберхаузер, Анамария Галич, Нина Несимович, Лариса Мичич. Тренер — Роланд Шваб.
  Португалия: Аманда де Оливейра Кавалканти, Инеш де Барруш Перейра, Мариса Пардал, Матильде Каладу Родригеш, Сара Фернандеш, Элиана Кампуш Дуран, Ана Афонсу Вале, Катя де Оливейра Силва, Жуана Мартинш Резенде, Ана Диаш Фигейраш, Маргарида Браш Мая, Мария Рейш Лопеш, Юлия Коваленко, Марлен Кунья Перейра. Тренер — Уго Силва.